# Kallanit
Kallanit (hebr. כלנית) – wieś położona w samorządzie regionu Merom ha-Galil, w Dystrykcie Północnym, w Izraelu.
Leży we wschodniej części Górnej Galilei.

## Historia
Osada została założona w 1981.

## Galeria

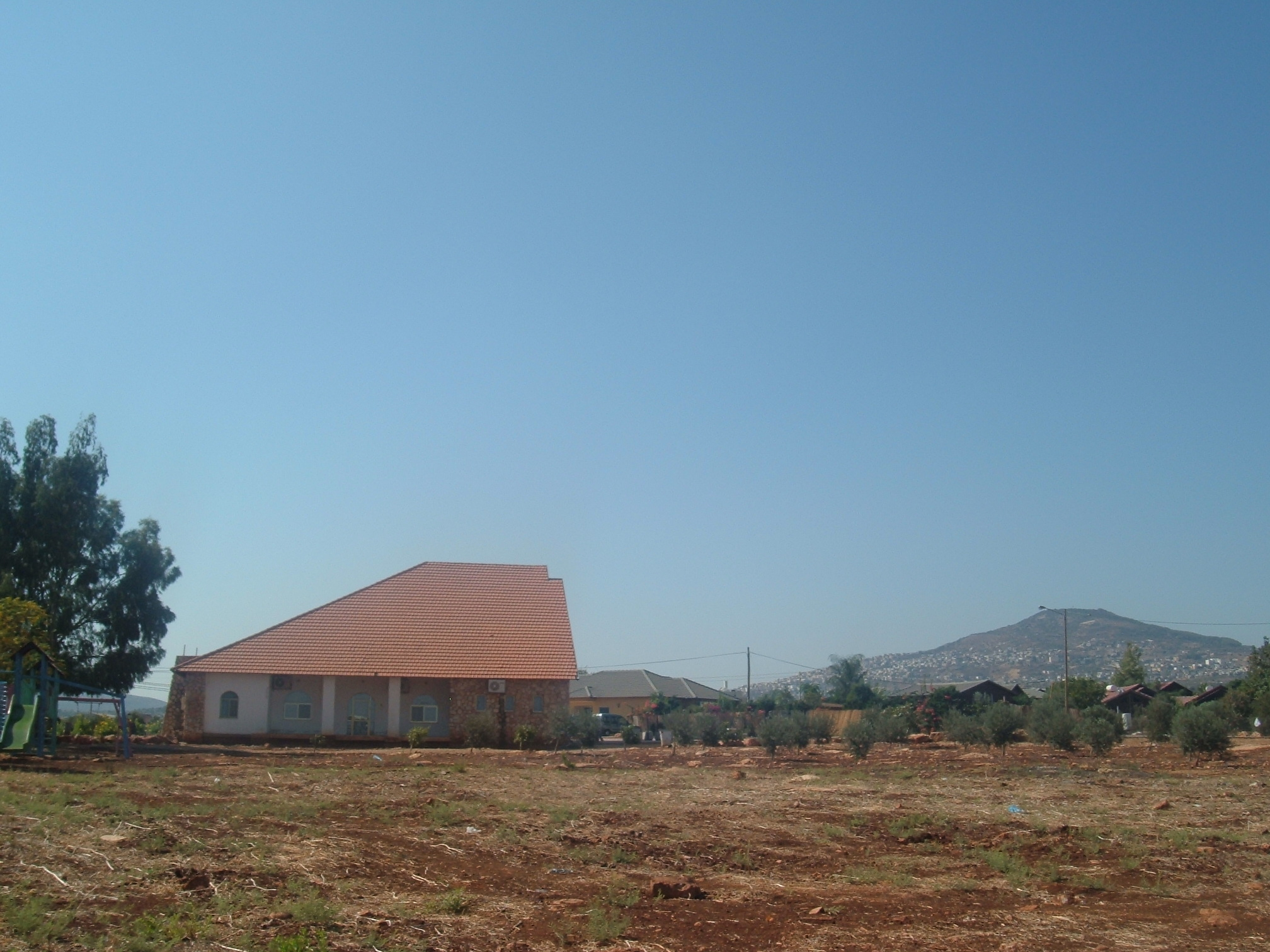
Synagoga w Kallanit